# Muhammad Juzaili Samion
Muhammad Juzaili Samion, né le 18 mai 1981 en Malaisie, est un footballeur international malaisien. Il évolue au poste de milieu.

## Palmarès

### En club
- FCSR Haguenau :
  - Champion de CFA 2 en 2000.

- Penang FA :
  - Champion de Malaisie en 2004.
  - Vainqueur de la Coupe de la Fédération de Malaisie en 2006.

- Felda United :
  - Champion de Malaisie de D2 en 2010.